# Elaeocarpus eumundi
Elaeocarpus eumundi là một loài thực vật có hoa trong họ Côm. Loài này được F.M.Bailey mô tả khoa học đầu tiên năm 1894.

## Hình ảnh

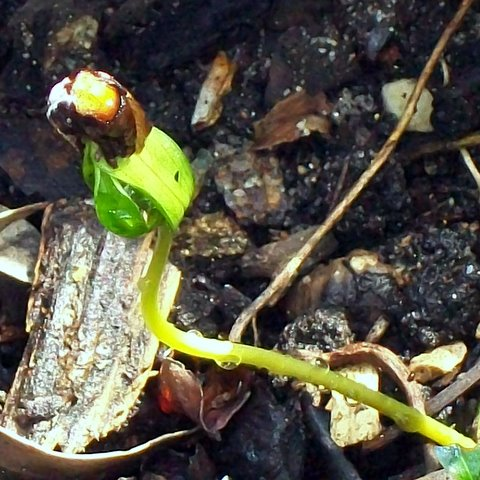